# Iwan Leonidowitsch Kutschin

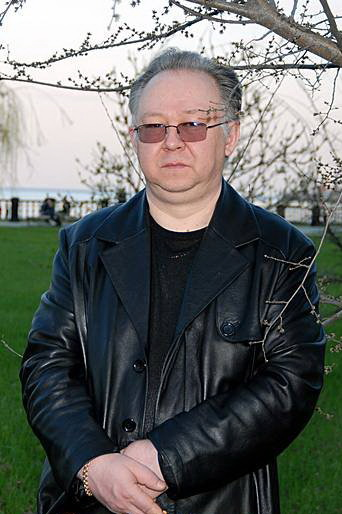
Iwan Kutschin (2013)

Iwan Leonidowitsch Kutschin (* 13. März 1959 in Petrowsk-Sabaikalski) ist ein russischer Popkomponist, Sänger, Arrangeur und Dichter.

## Biografie
Iwan Kutschin wurde am 13. März 1959 in der Stadt Petrowsk-Sabaikalski in eine Arbeiterfamilie hineingeboren. Seine Mutter Nina arbeitete bei der Eisenbahn, sein Vater Leonid war Kraftfahrer. Während seiner Schulzeit zeigte er kein besonderes Interesse an Musik. Auf Wunsch seiner Mutter schrieb er sich nach dem Schulabschluss an der Pädagogischen Universität in Ulan-Ude ein. Er merkte bald, dass der Beruf des Zeichenlehrers nicht zu ihm passte, brach das Studium ab und ging zur Armee.
Nach seiner Rückkehr aus dem Militärdienst wurde er wegen Diebstahls von Musikinstrumenten aus einem Kulturhaus zu einer Gefängnisstrafe verurteilt. Im Jahr 1987 wurde er nach der Aufnahme seiner ersten Lieder auf Tonband erneut inhaftiert. Die bei seiner Verhaftung konfiszierten Kassetten mit dem Album verbreiteten sich dennoch rasant – durch Mitarbeiter der Miliz selbst. Insgesamt verbrachte Iwan Kutschin rund zwölf Jahre im Gefängnis. Nach seiner Freilassung im Jahr 1993 veröffentlichte er zwei Alben: Новинки лагерной музыки („Neuheiten der Lager-Musik“) und Пройдут года („Die Jahre vergehen“). Über seine Zeit hinter Gittern berichtet er ausführlich im Album Возвращение домой („Die Heimkehr“).
Im Jahr 1994 trat Kutschin erstmals auf der Showbühne auf – sein großer Durchbruch gelang ihm mit dem Lied Человек в телогрейке („Der Mann in der wattierten Jacke“).
1995 zog er nach Moskau. Zunächst lebte er unter schwierigen Bedingungen – in Kellern und auf Dachböden –, trat aber weiterhin auf und feierte Erfolge. 1997 erwarb er eine eigene Wohnung in Moskau. Sein neues Album Доля воровская („Das Schicksal der Diebe“) wurde ein großer Erfolg und millionenfach verkauft.
Im Jahr 1999 produzierte er für seine Ehefrau das Soloalbum Сломалась веточка („Ein Zweig ist zerbrochen“).
Heute lebt Iwan Kutschin in der Nähe von Moskau. Er besitzt ein eigenes Tonstudio; seine Karriere wird von seiner jüngeren Schwester Jelena verwaltet.